# حاجي أباد (غرمسار كرمان)
حاجي أباد (بالفارسية: حاجی‌آباد) هي قرية تقع في إيران في قسم مردهك الریفي. يقدر عدد سكانها بـ 289 نسمة .